# Dulcinea
Dulcinea és un personatge femení fictici de la novel·la Don Quixot de La Manxa, escrita per Miguel de Cervantes.
Don Quixot, personatge principal, és un hidalgo cavaller que decideix sortir a la recerca d'aventures. La tradició mana que tots els nobles cavallers tinguin un escuder i una dama al cor a qui dedicar les seves victòries. El nom potser va ser inspirat a Cervantes pel dels pastors Dulcineo i Dulcina, personatges de la novel·la pastoral Los diez libros de Fortuna de Amor, del poeta i militar sard Antonio de Lofraso.
Al llarg de l'obra, Don Quixot descriurà a Dulcinea com una jove virtuosa i bella que, d'altra banda, només existeix en la seva imaginació. Quan parla d'ella a Sancho Panza, aquest la identifica ben aviat, ja que la coneix i sap que és filla de Lorenzo Corchuelo i Aldonza Nogales. En l'acció de l'obra cervantina no apareix mai la vertadera Aldonza Lorenzo, tot i que la figura de Dulcinea és fonamental per a la vida cavalleresca de Don Quixot. La pagesa, per contra, sí que intervé en algunes de les continuacions franceses del Quixot i en l'obra de José Camón Aznar El pastor Quijótiz. Dulcinea es presenta com l'ideal de les dames del cavaller i en aquest seny hereta moltes de les concepcions de les dones de l'amor cortès: bella, virtuosa i inspiradora de gestes heroiques. Actua com a contrapunt de la dona real, Aldonza, que és una dona barroera, una porquerola d'ascendència morisca.
El personatge ha estat representat per Sophia Loren, Joan Diener, Hollis Resnik i Vanessa Williams, entre d'altres.

## Paper narratiu de Dulcinea
Dulcinea actua com a motor de les accions nobles del protagonista. En ella veu un reflex d'allò etern, la personificació de totes les virtuts. Per amor, es mou, amor als ideals, a un món que va deixant d'existir i que vol recrear amb les seves aventures. La descriu amb l'ideal de bellesa de la seva època: una noia jove, rossa, de pell blanca i ulls grossos. De caràcter, apareix com un exemple de virtut i mesura, qualitats desitjades en les dones de la modernitat.
En diverses vegades la seva invocació accelera l'acció: per ella Quixot emprèn atacs, li envia presents o reflexiona sobre els ideals. Però també representa l'essència de la novel·la. D'una banda, el mateix heroi respon amb dubtes quan altres li comenten que Dulcinea no existeix, fent patent el joc entre realitat i fantasia o entre desig i realitat que estructura tota l'obra. De fet, afirma una vegada que les dones de les altres novel·les de cavalleria tampoc no corresponien a personatges reals, fent explícit el caràcter literari de l'ideal i la metanarrativa que acompanya els seus diàlegs. D'una altra banda, quan s'enfronta a una dona real, que suposadament és Dulcinea, el cavaller afirma que està encantada, com altres éssers i llocs del llibre, i prova de desfer l'encanteri, observant les accions del suposat enemic, un fetiller que actua com a antagonista necessari. Finalment, els esforços de Sancho per desemmascarar-la, primerament explicant com és Aldonza i després cercant una candidata alternativa, són coherents amb el seu paper com a acompanyant i accentuen les rèpliques i l'enginy del seu amo. Per això, encara que sigui un personatge imaginari, Dulcinea té un paper narratiu fonamental.

## Llegat
En honor seu s'ha donat nom a dos cossos de l'espai: (571) Dulcinea, un asteroide i l'exoplaneta Mi Arae c, d'unes deu vegades la massa de la Terra